# 1520 Sedgwick Avenue

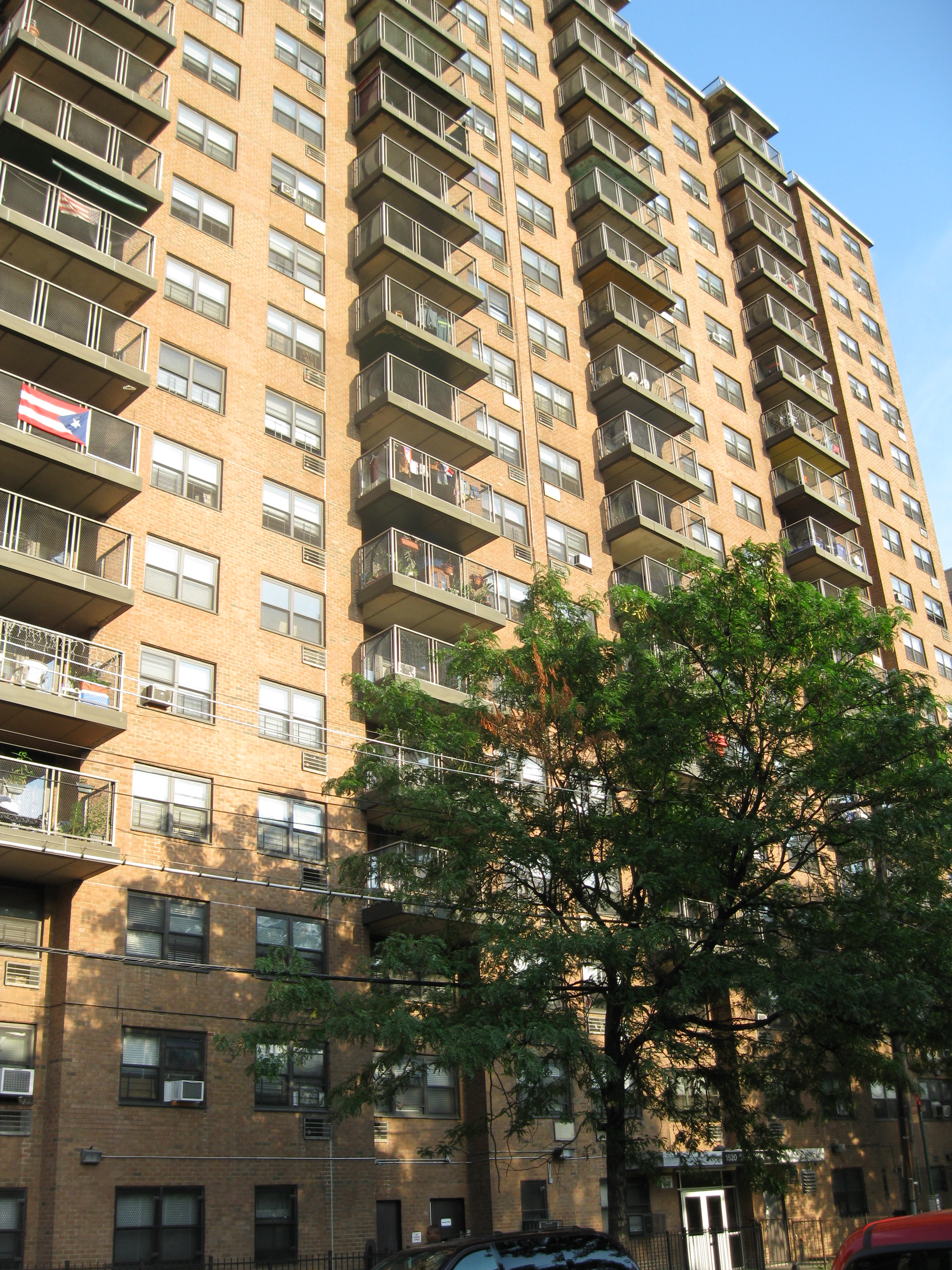
Vorderseite von 1520 Sedgwick Avenue

1520 Sedgwick Avenue ist ein Apartmenthaus mit 102 Wohnungen im Stadtteil Morris Heights in der Bronx, New York City. Es ist seit langem als „Zufluchtsort für Familien der Arbeiterklasse“ bekannt und gilt historisch gesehen als Geburtsort des Hip-Hop.
Die ersten Hypotheken für die Wohnungen in 1520 Sedgwick wurden 1967 aufgenommen. Nach einer langen Periode der Vernachlässigung und dubioser Geschäfte in den 1990er und 2000er Jahren wurde das Gebäude von gewählten Vertretern und Anwälten der Mieter als Sinnbild für die Krise des erschwinglichen Wohnraums in New York hervorgehoben. Senator Chuck Schumer nannte das Gebäude „die Wiege des räuberischen Eigenkapitals“.